# Johann Friedrich Bahr

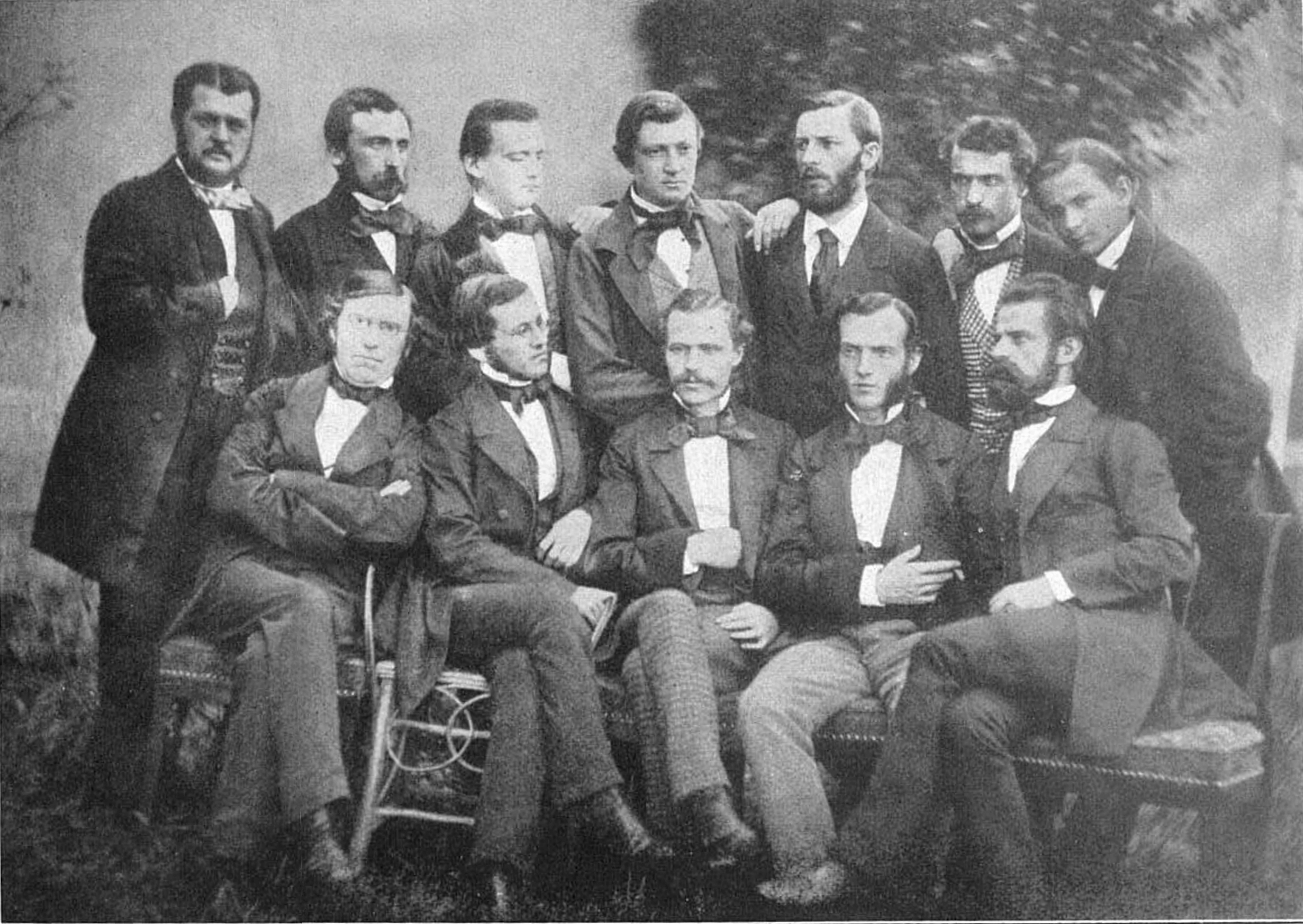
Bei Bunsen in Heidelberg 1857

Johann Friedrich Bahr (* 10. August 1805 in Wisby; † 8. Mai 1875 in Uppsala) war ein schwedischer Chemiker.

## Leben
Nachdem er zum Dr. phil. promoviert worden war, wurde er Lehrer der Chemie am Technologischen Institut in Stockholm und Adjunkt an der Universität Uppsala. Er war Mitglied der Akademie der Wissenschaften zu Stockholm.
1863/1864 brachte er Proben von Seltenen Erden aus Schweden mit zur Untersuchung ins Laboratorium von Robert Wilhelm Bunsen nach Heidelberg, mit denen Carl Auer von Welsbach ab 1880 weitere Untersuchungen anstellte.

## Schriften (Auswahl)
Aufsätze
- Quantitative Bestimmung der Erbinerde und Yttererde. In: Zeitschrift für Analytische Chemie, Bd. 5 (1866), ISSN 1618-2642, S. 104–109 (zusammen mit Robert Wilhelm Bunsen).
- Über Erbinerde und Yttererde. In: Annalen der Chemie und Pharmazie, Bd. 137 (1866), Heft 1, ISSN 0075-4617, S. 1–33 (zusammen mit Robert Wilhelm Bunsen).

Monographien
- Analyser ad atmosferisk luft i Stockholm. Norstedt, Stockholm 1858.